# St. Peter und Paul (Oberderdingen)

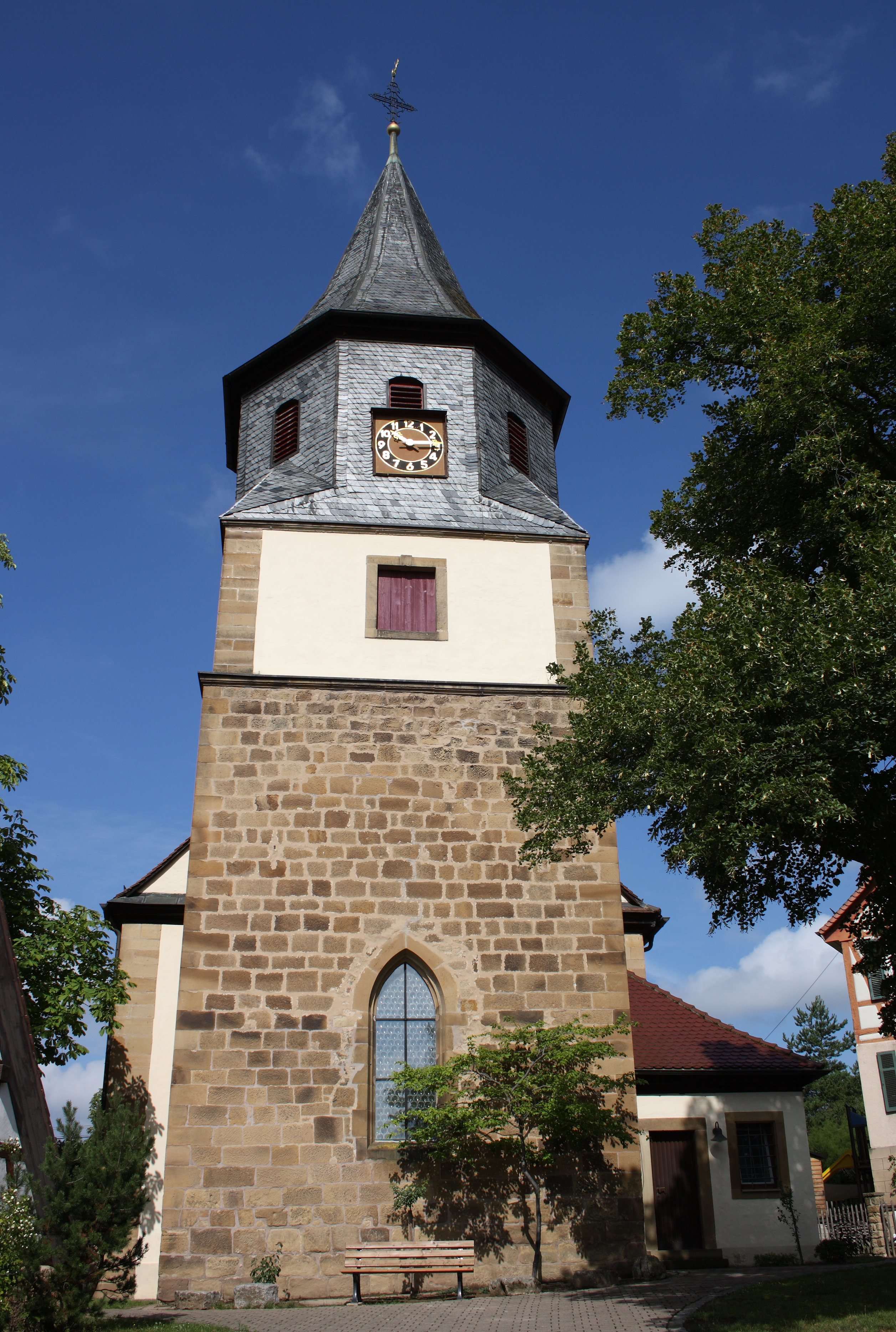
Gotischer Chorturm

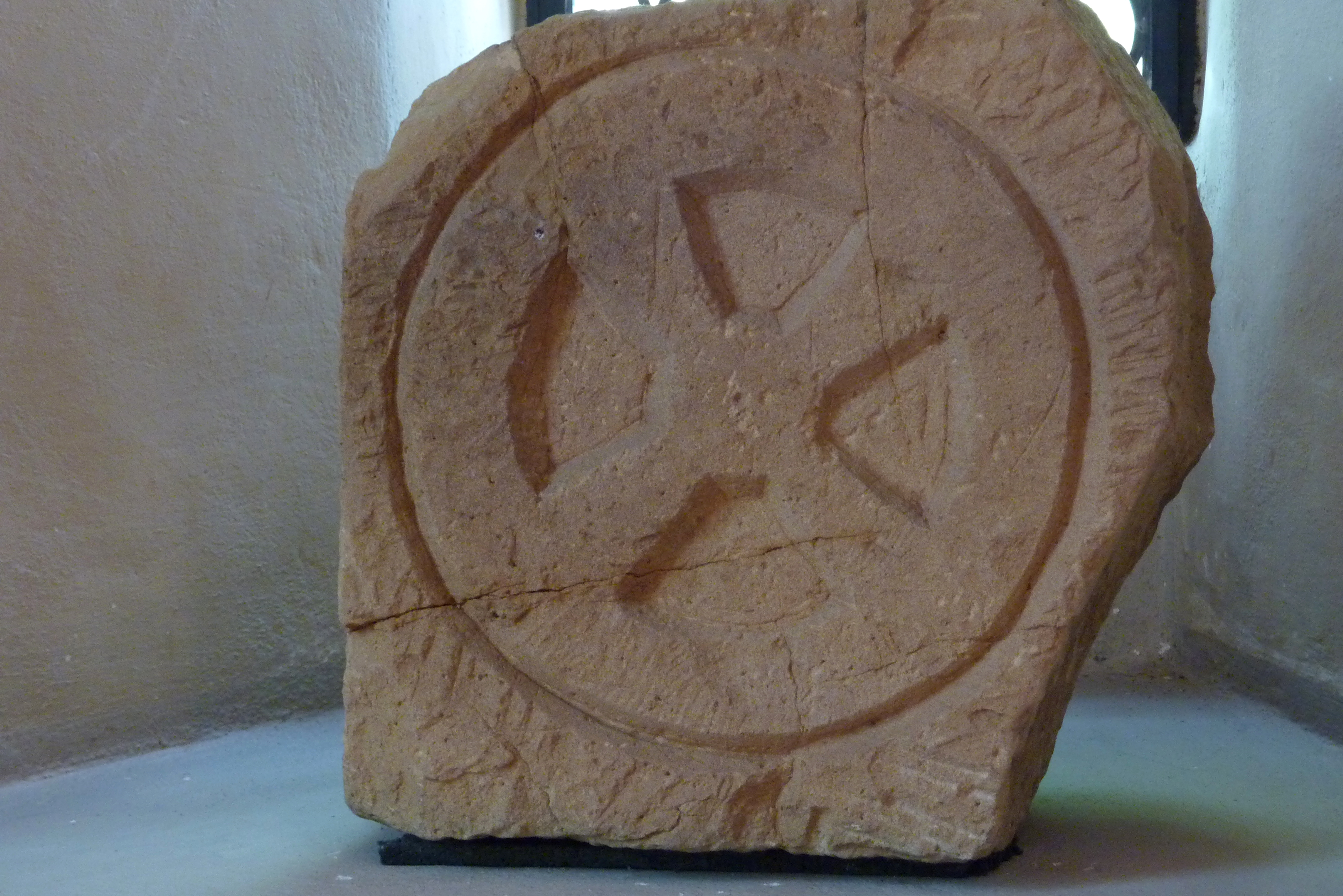
Fragment eines Tympanons mit Radkreuz

Die evangelische Pfarrkirche St. Peter und Paul in Oberderdingen (im ehemaligen Dorf Unterderdingen), einer Stadt im Landkreis Karlsruhe in Baden-Württemberg, ist ein gotischer Bau aus dem 13. oder 14. Jahrhundert, der im 18. Jahrhundert im Stil des Barock umgestaltet wurde. Im Chor sind Wandmalereien aus dem späten 14. Jahrhundert erhalten.

## Geschichte
Der Bau der Kirche von Unterderdingen wird aufgrund von Übereinstimmungen mit den Steinmetzarbeiten des Glockenturms im Amthof von Oberderdingen in das 13. oder 14. Jahrhundert datiert. Zum ersten Mal ist die Kirche mit dem Patrozinium der Apostel Petrus und Paulus in einer Urkunde aus dem Jahr 1601 erwähnt. Im 18. Jahrhundert war der Kirchturm baufällig geworden und musste renoviert werden. Im Jahr 1769 wurde das Kirchenschiff vergrößert und barock ausgestaltet. 1929 entdeckte man im Chor Wandmalereien aus der Zeit um 1380.

## Architektur

### Außenbau
Der gotische Chorturm ist der älteste erhaltene Bauteil der Kirche. Er ist aus Sandsteinquadern errichtet. Das schmale Spitzbogenfenster an der Südwand stammt noch aus der Entstehungszeit des Turms, das größere Fenster an der Ostwand wurde um 1480 durchgebrochen.

### Innenraum

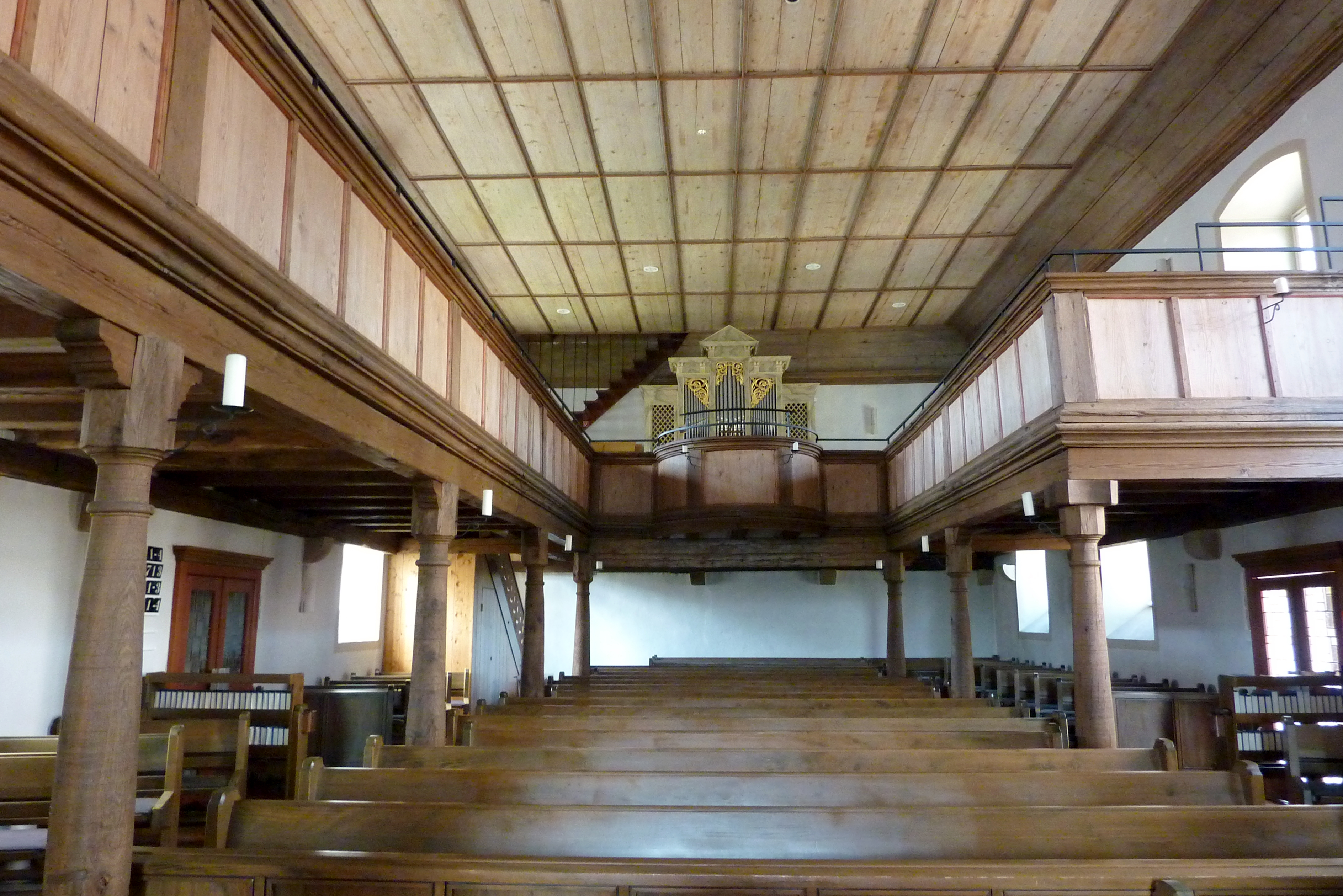
Innenraum mit Holzempore

Die Kirche St. Peter und Paul ist eine Saalkirche mit flacher Holzdecke. Das Langhaus ist auf drei Seiten von einer hölzernen Empore umgeben. Im Osten schließt sich ein kleiner mit einem Kreuzrippengewölbe gedeckter Chor an. Die Gewölberippen ruhen auf Blattkonsolen. Der Schlussstein ist mit einem Relief eines Lamm Gottes verziert.

## Wandmalereien
Die Wandmalereien im Chor von St. Peter und Paul zählen neben denen der Pfarrkirche Unsere Liebe Frau in Eppingen zu den wenigen erhaltenen gotischen Wandmalereien im Kraichgau.
Auf der Nordwand werden die Verkündigung Mariens durch den Erzengel Gabriel, die Heimsuchung Mariens und die Geburt Christi dargestellt. Ungewöhnlich an der Szene der Begegnung Marias und der heiligen Elisabeth ist die Darstellung des Jesuskindes im Mutterleib. Die Südwand ist König Herodes und der Tötung der Unschuldigen Kinder, der Flucht nach Ägypten und Maria gewidmet, die an einem Spinnrocken sitzt. Auf den unteren Szenen sind die Kreuzigung Christi und seine Grablegung dargestellt.
In den Laibungen des Südfensters sind Heilige zu sehen. In der Mitte oben symbolisieren ein Pelikan, der seine Jungen nährt, und ein Phönix im Feuer den Opfertod Jesu und seine Auferstehung. Die östliche Fensternische ist in sieben Felder gegliedert, in denen jeweils zwei Heilige vereint sind. Das obere, mittlere Feld ist dem segnenden Christus vorbehalten.
Die ornamentalen Malereien an der Ostwand mit Ranken- und Würfelmuster wurden um 1480 ausgeführt und ersetzten einen Teil der ehemals figürlichen Darstellungen.

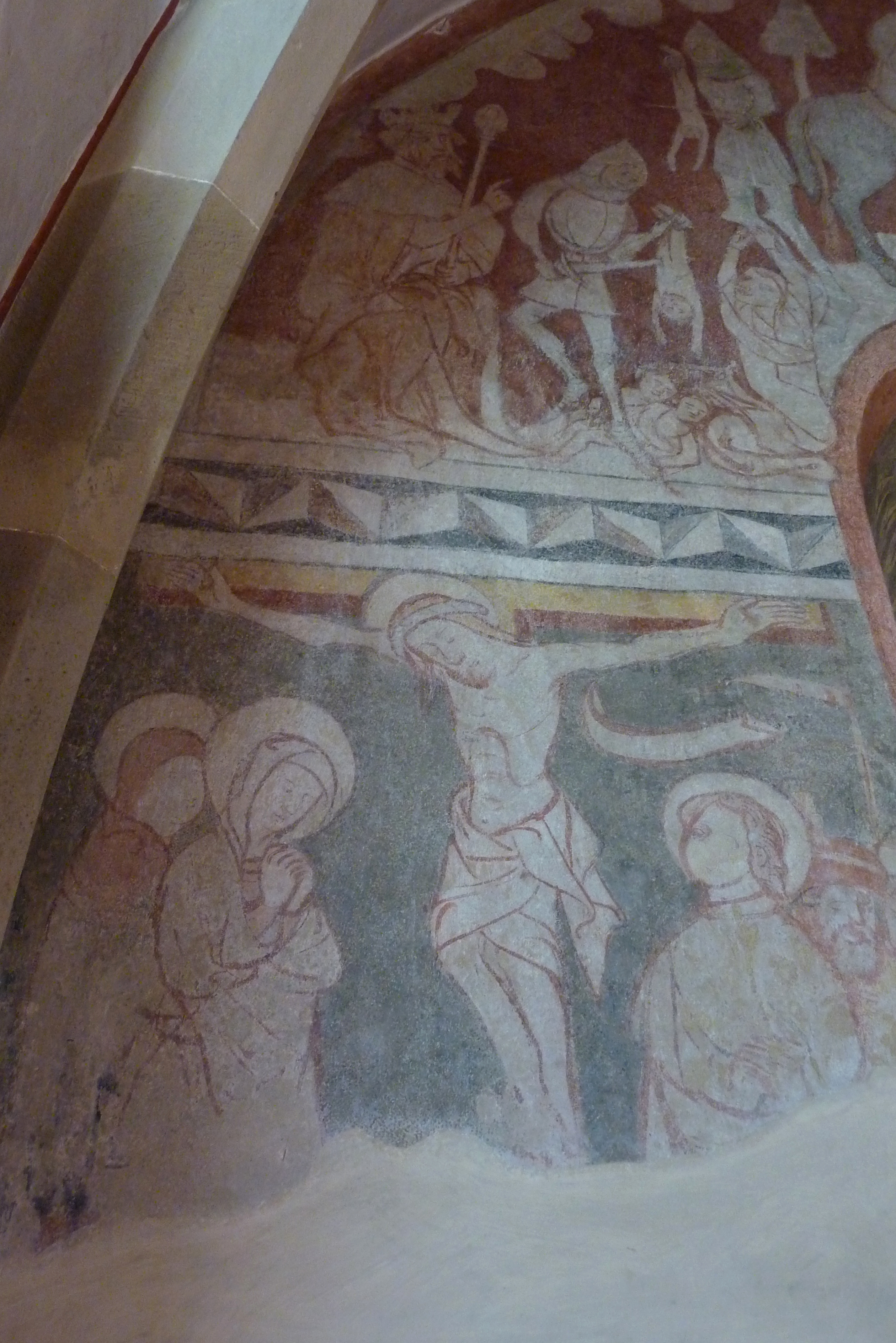
Tötung der Unschuldigen Kinder (oben) und Kreuzigungsszene (unten)
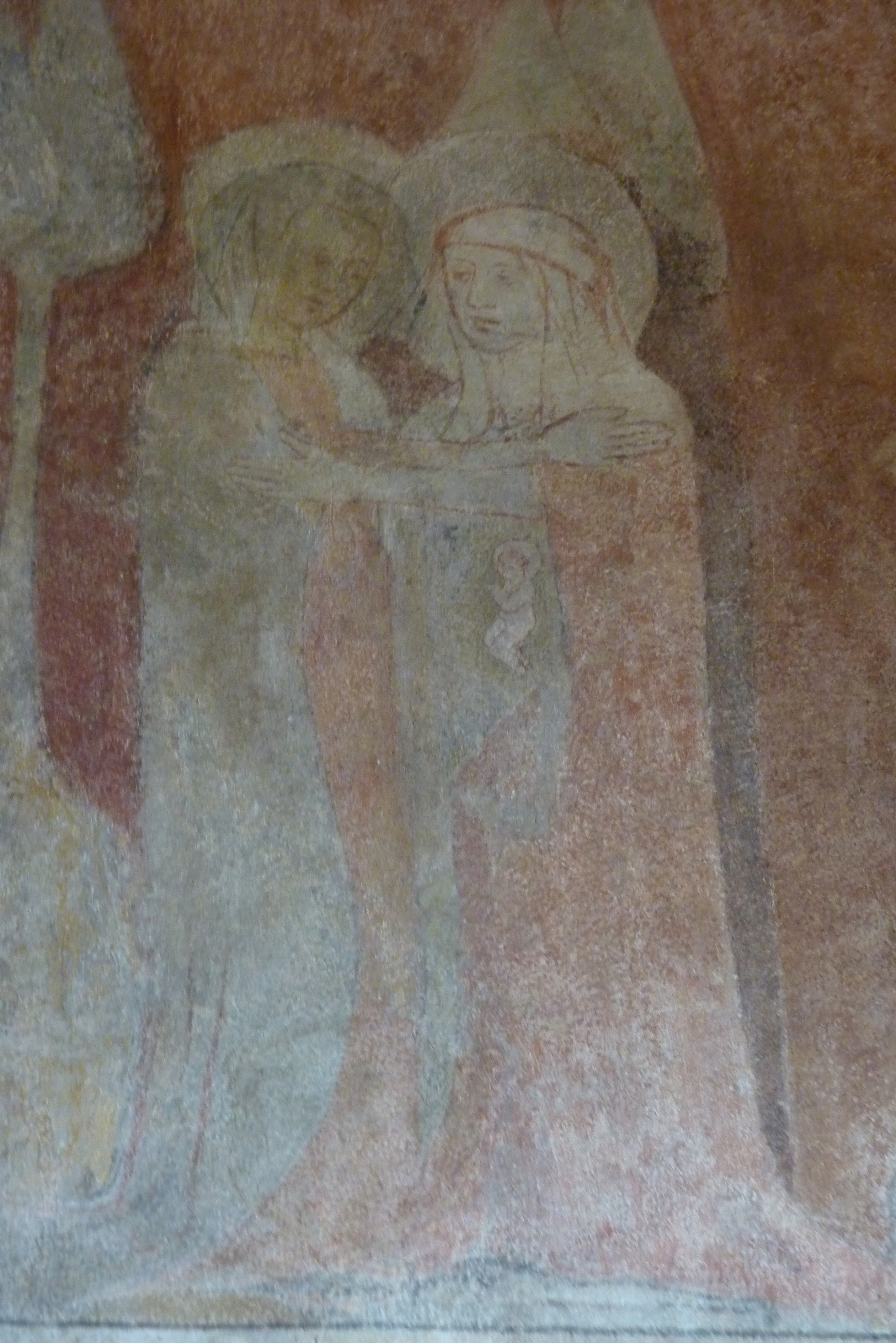
Heimsuchung Mariens, in deren Leib das Jesuskind zu erkennen ist

## Ausstattung
Die Kanzel und der Orgelprospekt stammen aus dem 18. Jahrhundert. Der Schalldeckel der Kanzel trägt die Inschrift: „Selig sind die, die Gottes Wort hören und bewahren“. Auf der Unterseite ist eine Taube, Symbol des Heiligen Geistes, dargestellt.
Vor der Nordwand des Chores stehen zwei Steinepitaphien. Das linke ist dem 1579 verstorbenen Sohn des Amtmannes Sebastian Dreher, des Erbauers der Laurentiuskirche in Oberderdingen, gewidmet, der neben einem Kreuz kniend dargestellt ist. Das rechte gedenkt der Gemahlin des Amtmannes, die mit ihren Kindern unter einem Kreuz kniet.
Eine Grabplatte mit dem Relief eines Abendmahlkelches erinnert an einen Geistlichen, der 1411 gestorben ist.

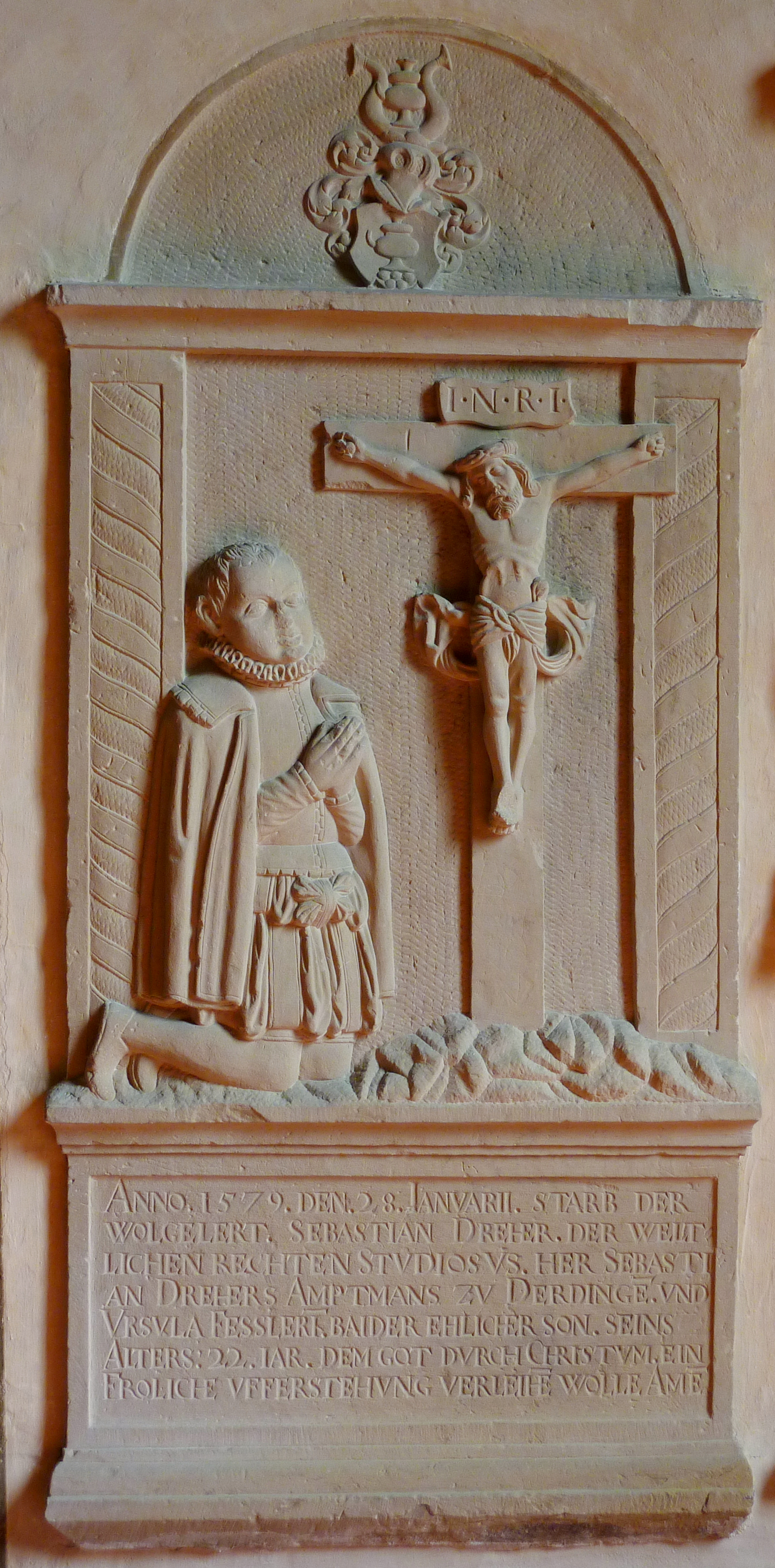
Epitaph für den Sohn von Sebastian Dreher
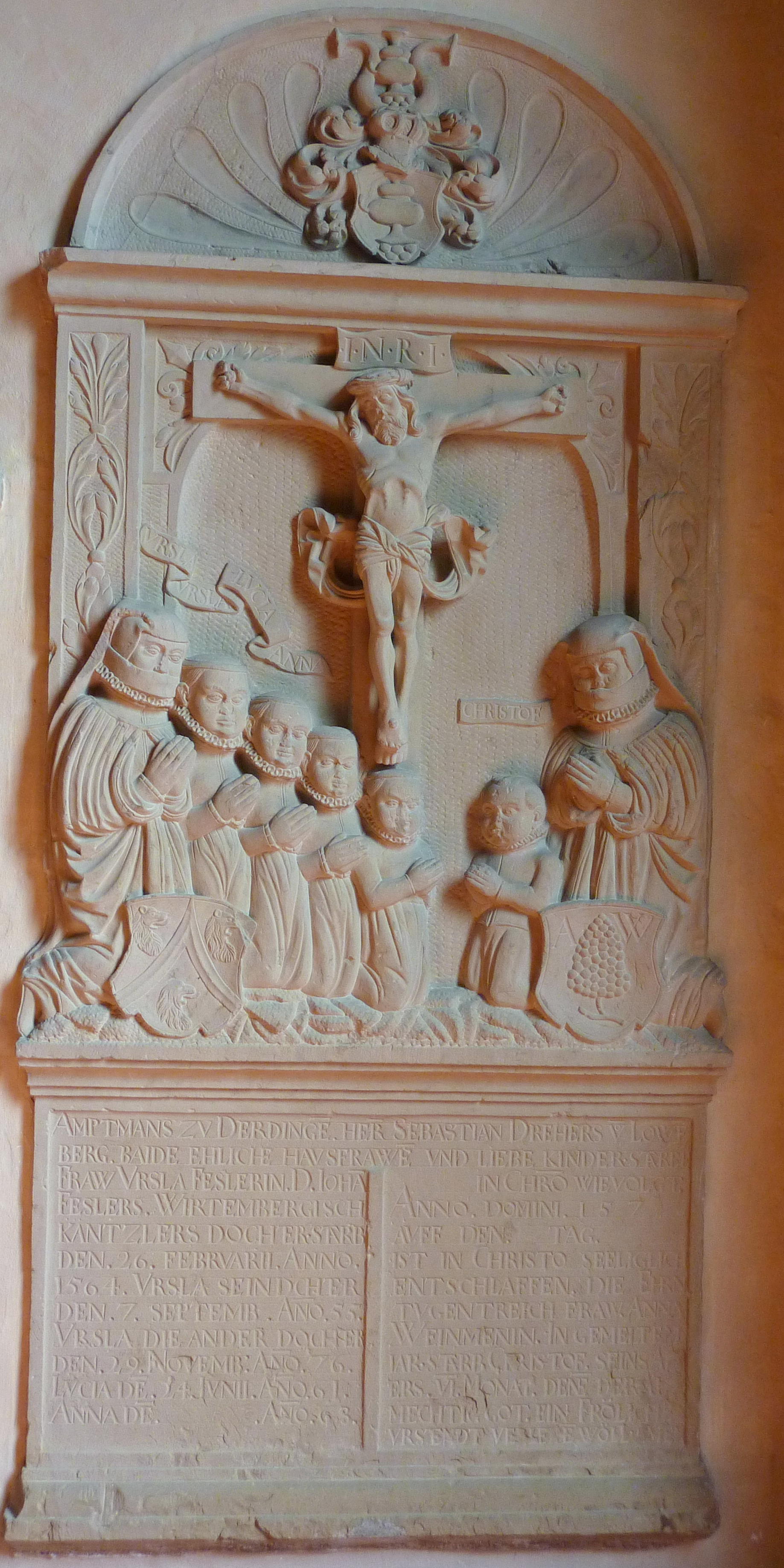
Epitaph für die Gemahlin von Sebastian Dreher